# Herb Hall
Herbert „Herb“ Hall (* 28. März 1907 in Reserve (Louisiana); † 5. März 1996 in San Antonio, Texas) war ein US-amerikanischer Jazz-Klarinettist und Altsaxophonist.
Er ist der Bruder des Jazzklarinettisten Edmond Hall und Sohn des Klarinettisten Edward Hall. Herb Hall spielte zunächst Gitarre und Banjo (in der Niles Jazz Band 1923–1925) bevor er zur Klarinette kam. 1926 ging er nach Baton Rouge, wo er mit Kid Augustine Victor spielte, und spielte ab 1927 in New Orleans in der Band von Sidney Desvigne. 1929 bis 1945 war er in der Territory Band von Don Albert in San Antonio in Texas. Danach lebte er Philadelphia, wo er bei Herman Autrey spielte und ein paar Jahre später in New York City. Er spielte 1955 mit Doc Cheatham und tourte 1955/56 mit Sammy Price in Europa und Nordafrika und spielte ab 1957 bei Eddie Condon. In den 1960er Jahren spielte er neben Condon auch mit Wild Bill Davison (Tour 1968/69 mit dessen Jazz Giants) und in den 1970er Jahren mit Bob Greene (in dessen Jelly Roll Morton Show), Don Ewell und Red Balaban.  
Er nahm auch unter eigenem Namen auf mit einem Quartett mit Arvell Shaw, Buzzy Drootin, Claude Hopkins (Old Tyme Modern, Sackville Records 1969), in einem Album bei Storyville 1970 und mit Louis Cottrell junior bei GHB 1980.